# Oostanaula River
Der Oostanaula River ist ein Fluss im Nordwesten des US-Bundesstaates Georgia. Er hat eine Länge von 70 km und entsteht durch den Zusammenfluss des Coosawattee River und des Conasauga River.
Das Gefälle ist mit 0,30 cm pro Meile (1.609 km) nur gering, Stromschnellen sind nicht vorhanden. Der Flusslauf zieht sich eher gemächlich mäandernd durch Gordon County und Floyd County, bis er in Rome auf den Etowah River stößt. Ab hier bilden die beiden Flüsse den Coosa River.
Der Name Oostanaula, der vom 16. bis zum 19. Jahrhundert in zahlreichen unterschiedlichen Formen und Schreibweisen überliefert ist, soll auf ein Wort aus der Cherokee-Sprache zurückgehen, das „seichter Fluss“ (oder auch „Fels, der den Weg versperrt“ bzw. „Steindamm über einen Fluss“) bedeutet.

## Fische
Der Oostanaula River verfügt über eine überaus artenreiche Fischpopulation, darunter Speisefische wie Karpfen, Smallmouth buffalo (Ictiobus bubalus), Saugkarpfen, Welsartige sowie Barschartige, insbesondere aber Kleinfische wie Elritze oder Darter. Sie machen über die Hälfte der 114 endemischen Fischarten des Upper Coosa Basins aus und zeichnen sich durch ihre intensiven Farben aus, die von neonblau über smaragdgrün bis feuerrot reichen. Der Fischreichtum spricht für die gute Wasserqualität.

## Brücken
Der Oostanaula River wird in seinem Lauf von etwa einem Dutzend Brücken überspannt, von denen einige historisch bedeutsam sind. In Rome, unmittelbar vor dem Zusammenfluss mit dem Etowah River, ist eine ehemalige Eisenbahnbrücke erhalten, die in den 1880er Jahren für die Chattanooga, Rome & Columbus Railroad als Drehbrücke auf einem zylindrischen Mittelpfeiler erbaut wurde, um dem Schiffsverkehr mit Dampfbooten die Durchfahrt zu ermöglichen. 1891 wurde die Linie von der Central of Georgia Railway übernommen. Nachdem die zuletzt von CSX Transportation betriebene Bahnstrecke stillgelegt worden war, wurde die Brücke von der Stadt Rome und Floyd County übernommen, in eine Fußgängerbrücke umgewandelt und in Robert Redden Foot Bridge umbenannt.
Südlich von Resaca überquert eine eingleisige Eisenbahnbrücke den Fluss, deren Vorgängerbau vermutlich 1847 beim Bau der Western and Atlantic Railroad errichtet wurde. Im Amerikanischen Bürgerkrieg spielte diese Brücke eine Rolle beim Andrews-Überfall. Bei diesem Diebstahl einer Dampflokomotive durch Unionstruppen am 12. April 1862 sollte die Brücke zerstört werden, indem ihr hölzernes Gerüst in Brand gesetzt wurde. Aufgrund vorhergegangener starker Regenfälle war das Holz aber so nass, dass der Versuch misslang. 
In der Schlacht von Resaca vom 13. bis 15. Mai 1864 im Rahmen des Atlanta-Feldzugs versuchten Unionstruppen unter Generalmajor James Birdseye McPherson zunächst vergeblich, die Brücke zu zerstören, um mit der Western and Atlantic Railroad die Hauptnachschublinie der Konföderierten zu unterbrechen. Die Brücke wurde dann aber von den konföderierten Truppen bei ihrem Rückzug verbrannt.